# Pandora (радио)
Pandora (рус. Пандора) — служба потокового воспроизведения музыки в Интернете, основанная на рекомендательной системе «Music Genome Project». Пользователь медиапроигрывателя Pandora, созданного на основе платформы OpenLaszlo, выбирает музыкального исполнителя, после чего система ищет похожие композиции, используя около 400 музыкальных характеристик (например, синкопа, тональность, гармония и т. д.). Используя функции «нравится» и «не нравится», слушатель часто может настроить «радиостанцию» по своему вкусу. В базе данных системы более миллиона композиций и более ста тысяч исполнителей. Зарегистрированный пользователь может создать в своём профиле до 100 различных «радиостанций», транслирующих музыку в тех или иных жанрах. Медиапроигрыватель Pandora доступен пользователям с персональными компьютерами, смартфонами, планшетами с различными операционными системами.
Сервис управляется компанией Pandora Media Inc, согласно годовому отчёту которой, услугами сервиса в 2013 году активно (по определению компании — более одного раза в месяц) воспользовались более 150 миллионов слушателей, включая 76 миллионов зарегистрированных пользователей. Рыночная стоимость Pandora Media, по состоянию на конец 2014 года, составляла около 3,74 миллиарда.
31 июля 2017 года компания решила прекратить работу сервиса в Австралии и Новой Зеландии, таким образом оставив сервис только в США. Однако некоторые сайты предлагают различные способы обойти территориальные ограничения данного сервиса.

## Финансовое положение
С момента выхода на публичный рынок в 2010 году капитализация компании выросла с отрицательного показателя до 503 миллионов долларов (данные по состоянию на конец 2013 года). Основную часть доходов (около 80 %) составляют поступления от баннерной и звуковой рекламы, ориентированной на пользователей бесплатного сервиса Pandora. Другие 20 % составляют членские взносы пользователей платного сервиса, где реклама отсутствует. В июле 2014 года стоимость платного прослушивания составляла пять долларов в месяц, а в декабре того же года компания установила годовой взнос, который предполагает небольшую скидку в среднем за месяц. Львиную долю расходов (около 50 % от всех трат) составляют отчисления правообладателям за право трансляции музыки. В 2013 году Pandora Media сообщила о чистых потерях в 27 миллионов. По сравнению с предыдущим годом потери увеличились, несмотря на выросшие доходы, из-за значительных расходов на рекламу.